# Bounced Checks
Bounced Checks je první kompilační album Toma Waitse. Album obsahuje skladby ze všech jeho předchozích alb s výjimkou alba Closing Time z roku 1973. Album vyšlo u Asylum Records a produkoval ho Bones Howe.

## Seznam skladeb
Všechny skladby napsal Tom Waits.
| Pořadí         | Název                                                 | Původní album                                            | Délka |
| -------------- | ----------------------------------------------------- | -------------------------------------------------------- | ----- |
| 1.             | Heartattack and Vine                                  | Heartattack and Vine (1980)                              | 4:42  |
| 2.             | Jersey Girl (alternate master)                        | Heartattack and Vine (1980)                              | 4:35  |
| 3.             | Eggs and Sausage (In a Cadillac with Susan Michelson) | Nighthawks at the Diner (1975)                           | 4:14  |
| 4.             | I Never Talk to Strangers (Duet s Bette Midler)       | Foreign Affairs (Waits) & Broken Blossom (Midler) (1977) | 3:36  |
| 5.             | The Piano Has Been Drinking (koncertní nahrávka)      | Small Change (1976)                                      | 6:04  |
| 6.             | Whistlin' Past the Graveyard (alternate master)       | Blue Valentine (1978)                                    | 3:00  |
| 7.             | Mr. Henry                                             | nová skladba                                             | 3:33  |
| 8.             | Diamonds on My Windshield                             | The Heart of Saturday Night (1974)                       | 3:13  |
| 9.             | Burma Shave                                           | Foreign Affairs (1970)                                   | 6:28  |
| 10.            | Tom Traubert's Blues                                  | Small Change (1976)                                      | 6:21  |
| Celková délka: | Celková délka:                                        | Celková délka:                                           | 45:46 |